# Црква Пресвете Богородице у Горњој Невљи
Црква Пресвете Богородице у Горњој Невљи, насељеном месту на територији  општине Димитровград, православни је храм који припада Епархији нишкој Српске православне цркве.
Црква посвећена Пресветој Богородици подигнута је око 1933. године заслугом Седевке Аневе која је пронашла старе темеље и тела сахрањена поред темеља. Најактивнији у изградњи храма био је Ђура Станков. Од 1953. године, када је милиција дошавши на Празник и забранила народу да долази престало је окупљање верних у овој цркви. Данас је у лошем стању и још увек нема назнаке да ће бити обновљена јер у селу живи 15 људи.